# Orosz Csenge
Orosz Csenge (Debrecen, 1992. október 9. –) magyar színésznő.

## Életpályája
Hajdúhadházon töltötte gyermekkorát. 2012-ben érettségizett a debreceni Ady Endre Gimnáziumban. A következő évben a Schola Europa Akadémián szerzett OKJ képesítést kortárstánc szakon. 2013-2014 a Medgyessy Ferenc Gimnázium és Művészeti Szakközépiskolában tanult. Itt klasszikus és színpadi táncból szerzett OKJ képesítést. Közben már a debreceni Csokonai Színházban rendszeresen játszott mint segédszínész. 
2014-ben felvételt nyert a Kaposvári Egyetem színművész szakára. Osztályfőnökei: Eperjes Károly és Spindler Béla. Egyetemi évei alatt több darabban játszott a veszprémi Petőfi Színházban, valamint a budapesti Újszínházban. 
Az egyetem elvégzése után a budapesti Újszínház társulatának tagja lett. Az Újszínház előadásai mellett rendszeres vendégművésze a budapesti Éles-szín társulatnak, valamint a budapesti Udvari Kamaraszínháznak.

## Sorozatszerepei
- Drága örökösök – éjszakás nővér (2020)
- Doktor Balaton – recepciós (2021)
- Magyar Passió (2021)
- Semmelweis (2023) – Magdolna